# Szágy
Szágy je selo u središnjoj južnoj Mađarskoj.
Zauzima površinu od 9,40 km četvornih.

## Zemljopisni položaj
Nalazi se na 46° 14' sjeverne zemljopisne širine i 17° 57' istočne zemljopisne dužine, sjeverozapadno od gorja Mečeka, na sjeverozapadu Baranjske županije, 1,5 km istočno od županijske granice sa Šomođskom županijom. Đudra je 4,5 km sjeverno-sjeveroistočno, Baranyaszentgyörgy je 4,5 km sjeveroistočno, Tormás je 2 km istočno, Bakóca je 4 km jugoistočno, Čebinj je 2,5 km, a Ertelen je 4 km jugozapadno, Bosina je 7 km zapadno, Gálosfa je 4 km, a Hajmaš je 4,5 sjeverozapadno.

## Upravna organizacija
Upravno pripada Šaškoj mikroregiji u Baranjskoj županiji. Poštanski broj je 7383. 

## Povijest
U pisanim dokumentima se 1554. spominje kao Aszágy, a od 1799. kao Szágy.

U selu su nađeni nalazi iz starorimskog doba.
Današnjim stanovnicima nije poznat izgled sela iz vremena Arpadovića i Anžuvinaca, ali iz toponima se može vidjeti izgubljena povijest: Kis-Tótváros i Nagy-Tótváros. Slovenci, koji su došli u obližnji Tarrós su došli u ove krajeve nakon Turaka. Između Tarrosa se javlja još imena slavenskog podrijetla.
Područje je bilo naseljeno za vrijeme turske vlasti, no u prvoj polovici 18. stoljeća je bilo nenaseljeno. Krajem 18. st. su se u ove krajeve doselili Nijemci. Tada su to bila područja pokrivena beskrajnim šumama. Selo je pripadalo obitelji Petrovszkyma, a nakon toga ga je dobio na dar Juraj Majlat. Prvi njemački doseljenici su došli iz Lotaringije 1770. Bavili su se proizvodnjom kolomasti za kočije i kao staklopuhači. 
Broj mjesnih Mađara se povećavao nakon Prvog svjetskog rata.

## Stanovništvo
Szágy ima 187 stanovnika (2001.). Mađara su većina. Romi u selu imaju manjinsku samoupravu, a čine skoro 7% stanovnika. Nijemaca je iznad 4% i također imaju manjinsku samoupravu. Skoro 90% stanovnika su rimokatolici, kalvinista je nešto preko 4%.

## Vanjske poveznice
- (mađ.) Szágy a Vendégvárón  Arhivirana inačica izvorne stranice od 27. travnja 2010. (Wayback Machine)
- Szágy na fallingrain.com